# 카자흐스탄의 도시
- 악타우
- 악퇴베 (악튜빈스크)
- 알마티 (알마아타, 베르니)
- 아랄
- 아스타나 - 카자흐스탄의 수도
- 아티라우
- 아야구스
- 베이네우
- 바이코누르
- 차파예프
- 슈
- 예키바스투스
- 옘바
- 카라간다(Karaganda): 탄전의 중심 도시로서 석탄업과 광산기계제조업, 식료품, 경공업이 발달하였다.[1]
- 호로고스
- 키질랴르
- 콕셰타우
- 코스타나이
- 키질로르다
- 옥탸브리스크
- 오랄 (구레프)
- 외스케멘
- 파블로다르
- 페트로파블 (페트로파블롭스크)
- 루드니
- 사리샤간
- 세메이 (세미팔라틴스크)
- 심켄트 (침켄트)
- 타라즈 (아울리예아타)
- 테미르타우
- 하즈랏에투르케스탄 (야시)